# Пулитцеровская премия за художественную книгу
Пу́литцеровская премия за художественную книгу (англ. Pulitzer Prize for Fiction) — одна из шести номинаций в области литературы Пулитцеровской премии. Номинация премии присуждается за «лучшее произведение художественной прозы, принадлежащее писателю-американцу, изданное в виде книги и предпочтительно посвящённое проблемам американской жизни».
Размер премии составляет 10 тысяч долларов.

## История
В октябре 1911 года скончался газетный магнат венгерско-еврейского происхождения Джозеф Пулитцер (1847—1911). Согласно завещанию был основан фонд его имени на оставленные с этой целью два миллиона долларов. Завещание было составлено 17 августа 1903 года. Этот день считается датой учреждения Пулитцеровской премии.

С 1917 года премия вручается ежегодно в первый понедельник мая попечителями Колумбийского университета в Нью-Йорке.

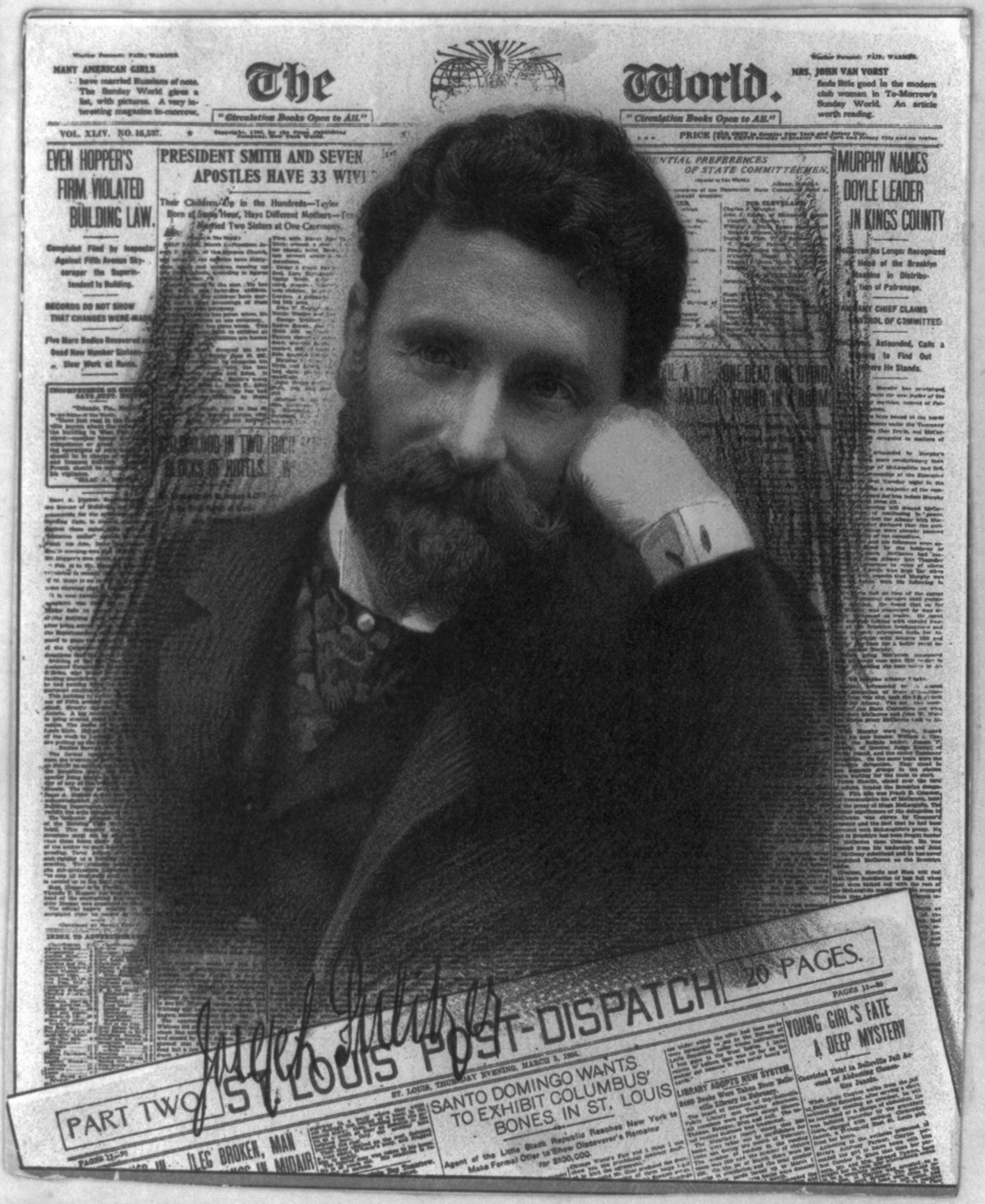
Джозеф Пулитцер

Сначала номинация называлась «Пулитцеровская премия за повесть» (англ. Pulitzer Prize for the Novel) и под таким именем вручалась с 1918 по 1947 гг.

## Отбор лауреатов и выбор победителя
Решение по номинации на премию принимает специальные жюри, назначаемое университетом для категории «Литература». Результатом работы этого жюри является алфавитный список из трёх кандидатов, который передается Совету по Пулитцеровским премиям. Совет изучает предоставленные жюри материалы и произведения трёх номинантов, после чего направляет свои рекомендации попечителям, которые одобряют сделанный советом выбор и незамедлительно объявляют имена лауреатов. Никакой официальной церемонии вручения премии не проводится. Совет может присудить премию любому из трёх претендентов, даже если это решение не совпадает с рекомендацией номинирующего жюри. Члены жюри, члены совета или попечители не имеют права принимать участия в обсуждении и голосовании, если их результат может принести им или представляемым ими организациям какую-либо выгоду. Срок пребывания в совете для каждого лица ограничен тремя трёхгодичными сроками. Вакантное место заполняется голосованием действующих членов совета.

## Критика
За время своего существования Пулитцеровская комиссия неоднократно подвергалась критике за неправильное вручение или невручение наград. Противоречия часто возникали также между счётной комиссией и судейской коллегией. Субъективность самого процесса награждения с неизбежностью приводила к такого рода противоречиям. Однако комиссия никогда не принимала популистских решений. Многие, а возможно и большинство отмеченных премией книг, никогда не входили в основные списки бестселлеров.

## Лауреаты
| Год  | Лауреат                   | Произведение                   |
| ---- | ------------------------- | ------------------------------ |
| 1918 | Эрнест Пул                | «Его семья»                    |
| 1919 | Бут Таркингтон            | «Великолепные Эмберсоны»       |
| 1920 | Не вручалась              | Не вручалась                   |
| 1921 | Эдит Уортон               | «Эпоха невинности»             |
| 1922 | Бут Таркингтон            | «Элис Эдамс»                   |
| 1923 | Уилла Кэсер               | «Один из наших»                |
| 1924 | Маргарет Уилсон           | «The Able McLaughlins»         |
| 1925 | Эдна Фербер               | «Вот тако-о-ой!»               |
| 1926 | Синклер Льюис             | «Эрроусмит»                    |
| 1927 | Луис Бромфилд             | «Early Autumn»                 |
| 1928 | Торнтон Уайлдер           | «Мост короля Людовика Святого» |
| 1929 | Джулия Петеркин           | «Scarlet Sister Mary»          |
| 1930 | Оливер Ла Фарж            | «Laughing Boy»                 |
| 1931 | Маргарет Айер Барнс       | «Годы милосердия»              |
| 1932 | Перл Бак                  | «Земля»                        |
| 1933 | Томас Сигизмунд Стриблинг | «The Store»                    |
| 1934 | Кэролайн Миллер           | «Lamb in His Bosom»            |
| 1935 | Джозефина Джонсон         | «Теперь в ноябре»              |
| 1936 | Харольд Дэвис             | «Honey in the Horn»            |
| 1937 | Маргарет Митчелл          | «Унесённые ветром»             |
| 1938 | Джон Филипс Маркэкд       | «Покойный Джордж Эпли»         |
| 1939 | Марджори Ролингс          | «Оленёнок»                     |
| 1940 | Джон Стейнбек             | «Гроздья гнева»                |
| 1941 | Не вручалась              | Не вручалась                   |
| 1942 | Эллен Глазгоу             | «В этом наша жизнь»            |
| 1943 | Эптон Билл Синклер        | «Dragon’s Teeth»               |
| 1944 | Мартин Флавин             | «Journey in the Dark»          |
| 1945 | Джон Херси                | «Колокол Адано»                |
| 1946 | Не вручалась              | Не вручалась                   |
| 1947 | Роберт Пенн Уоррен        | «Вся королевская рать»         |

| Год  | Лауреат                               | Произведение                          |
| ---- | ------------------------------------- | ------------------------------------- |
| 1948 | Джеймс Элберт Миченер                 | «Tales of the South Pacific»          |
| 1949 | Джеймс Гулд Коззенс                   | «Почетный караул»                     |
| 1950 | А.Б. Гатри мл.                        | «The Way West»                        |
| 1951 | Конрад Рихтер                         | «The Town»                            |
| 1952 | Герман Вук                            | «Бунт на „Кайне“»                     |
| 1953 | Эрнест Хемингуэй                      | «Старик и море»                       |
| 1954 | Не вручалась                          | Не вручалась                          |
| 1955 | Уильям Фолкнер                        | «Притча»                              |
| 1956 | МакКинлей Кантор                      | «Andersonville»                       |
| 1957 | Не вручалась                          | Не вручалась                          |
| 1958 | Джеймс Эйджи (присуждена посмертно)   | «A Death in the Family»               |
| 1959 | Роберт Льюис Тэйлор                   | «The Travels of Jaimie McPheeters»    |
| 1960 | Аллен Друри                           | «Advise and Consent»                  |
| 1961 | Харпер Ли                             | «Убить пересмешника»                  |
| 1962 | Эдвин О'Коннор                        | «The Edge of Sadness»                 |
| 1963 | Уильям Фолкнер (присуждена посмертно) | «Похитители»                          |
| 1964 | Не вручалась                          | Не вручалась                          |
| 1965 | Шерли Энн Грау                        | «Стерегущие дом»                      |
| 1966 | Кэтрин Энн Портер                     | «Сборник рассказов Кэтрин Энн Портер» |
| 1967 | Бернард Маламуд                       | «Мастер»                              |
| 1968 | Уильям Стайрон                        | «Признания Ната Тернера»              |
| 1969 | Наварр Скотт Момадэй                  | «Дом, из рассвета сотворенный»        |
| 1970 | Джин Стаффорд                         | «Stories of Jean Stafford»            |
| 1971 | Не вручалась                          | Не вручалась                          |
| 1972 | Уоллес Стегнер                        | «Угол покоя»                          |
| 1973 | Юдора Уэлти                           | «Дочь оптимиста»                      |
| 1974 | Не вручалась                          | Не вручалась                          |
| 1975 | Майкл Шаара                           | «The Killer Angels»                   |
| 1976 | Сол Беллоу                            | «Подарок от Гумбольдта»               |
| 1977 | Не вручалась                          | Не вручалась                          |
| 1978 | Джеймс Алан Макферсон                 | «Elbow Room»                          |
| 1979 | Джон Чивер                            | «Ангел на мосту. Рассказы»            |

| Год  | Лауреат и финалисты |
| ---- | --- |
| 1980 | Норман Мейлер, «Песнь палача» (англ. The Executioner's Song) |
| 1980 | Финалисты: - Уильям Уортон, «Пташка» (англ. Birdy) - Филип Рот, «Призрак писателя» (англ. The Ghost Writer) |
| 1981 | Джон Кеннеди Тул, «Сговор остолопов» (англ. A Confederacy of Dunces) |
| 1981 | Финалисты: - Фредерик Бюхнер, «Godric» - Уильям Максвелл, «So Long, See You Tomorrow» |
| 1982 | Джон Апдайк, «Кролик разбогател» (англ. Rabbit Is Rich) |
| 1982 | Финалисты: - Роберт Стоун, «A Flag for Sunrise» - Мерилин Робинсон, «Housekeeping» |
| 1983 | Элис Уокер, «Цвет пурпурный» (англ. The Color Purple) |
| 1983 | Финалисты: - Энн Тайлер, «Ужин в ресторане „Тоска по дому“» (англ. Dinner at the Homesick Restaurant) - Чейм Грейд, «Rabbis and Wives» |
| 1984 | Уильям Кеннеди, «Железный бурьян» (англ. Ironweed) |
| 1984 | Финалисты: - Раймонд Карвер, «Собор» (англ. Cathedral) - Томас Бергер, «The Feud» |
| 1985 | Элисон Лури, «Иностранные связи» (англ. Foreign Affairs) |
| 1985 | Финалисты: - Диана О'Хехир, «I Wish This War Were Over» - Дуглас Ангер, «Leaving the Land» |
| 1986 | Ларри Макмертри, «Одинокий голубь» (англ. Lonesome Dove) |
| 1986 | Финалисты: - Энн Тайлер, «Турист поневоле» (англ. The Accidental Tourist) - Рассел Бэнкс, «Continental Drift» |
| 1987 | Питер Тейлор, «Вызов в Мемфис» (англ. A Summons to Memphis) |
| 1987 | Финалисты: - Дональд Бартельм, «Paradise» - Норман Раш, «Whites» |
| 1988 | Тони Моррисон, «Возлюбленная» (англ. Beloved) |
| 1988 | Финалисты: - Дайан Джонсон, «Persian Nights» - Элис Макдермотт, «That Night» |
| 1989 | Энн Тайлер, «Уроки дыхания» (англ. Breathing Lessons) |
| 1989 | Финалисты: - Раймонд Карвер, «Если спросишь, где я» (англ. Where I'm Calling From) |
| 1990 | Оскар Ихуэлос, «The Mambo Kings Play Songs of Love» |
| 1990 | Финалисты: - Эдгар Лоуренс Доктороу, «Билли Батгейт» (англ. Billy Bathgate) |
| 1991 | Джон Апдайк, «Кролик успокоился» (англ. Rabbit At Rest) |
| 1991 | Финалисты: - Линда Хоган, «Mean Spirit» - Тим О'Брайен, «Что они несли с собой» (англ. The Things They Carried) |
| 1992 | Джейн Смайли, «Тысяча акров» (англ. A Thousand Acres) |
| 1992 | Финалисты: - Дэвид Гейтс, «Jernigan» - Роберт Пирсиг, «Лила: Исследование нравственности» (англ. Lila: An Inquiry into Morals) - Дон Делилло, «Mao II» (англ. Mao II)                                                                                |
| 1993 | Роберт Олен Батлер, «A Good Scent from a Strange Mountain» |
| 1993 | Финалисты: - Элис Макдермотт, «At Weddings and Wakes» - Джойс Кэрол Оутс, «Чёрная вода» (англ. Black Water) |
| 1994 | Энни Пру, «Корабельные новости» (англ. The Shipping News) |
| 1994 | Финалисты: - Рейнольдс Прайс, «The Collected Stories» - Филип Рот, «Операция "Шейлок". Признание» (англ. Operation Shylock: A Confession) |
| 1995 | Кэрол Шилдс, «The Stone Diaries» |
| 1995 | Финалисты: - Грейс Пейли, «The Collected Stories» - Джойс Кэрол Оутс, «What I Lived For» |
| 1996 | Ричард Форд, «День независимости» (англ. Independence Day) |
| 1996 | Финалисты: - Оскар Ихуэлос, «Mr. Ives' Christmas» - Филип Рот, «Театр Шаббата» (англ. Sabbath's Theater) |
| 1997 | Стивен Миллхаузер, «Martin Dressler: the Tale of an American Dreamer» |
| 1997 | Финалисты: - Джоанна Скотт, «The Manikin» - Урсула К. Ле Гуин, «Отворяя воздух и другие истории» (англ. Unlocking the Air and Other Stories) |
| 1998 | Филип Рот, «Американская пастораль» (англ. American Pastoral) |
| 1998 | Финалисты: - Роберт Стоун, «Bear and His Daughter: Stories» - Дон Делилло, «Underworld» |
| 1999 | Майкл Каннингем, «Часы» (англ. The Hours) |
| 1999 | Финалисты: - Рассел Бэнкс, «Cloudsplitter» - Барбара Кингсолвер, «The Poisonwood Bible» |
| 2000 | Джумпа Лахири, «Толкователь болезней» (англ. Interpreter of Maladies) |
| 2000 | Финалисты: - Энни Пру, «Close Range: Wyoming Stories» - Ха Цзинь, «Waiting» |
| 2001 | Майкл Шейбон, «Приключения Кавалера и Клея» (англ. The Amazing Adventures of Kavalier & Clay) |
| 2001 | Финалисты: - Джойс Кэрол Оутс, «Блондинка» (англ. Blonde) - Джой Уильямс, «The Quick and the Dead» |
| 2002 | Ричард Руссо, «Эмпайр Фоллз» (англ. Empire Falls) |
| 2002 | Финалисты: - Джонатан Франзен, «Поправки» (англ. The Corrections) - Колсон Уайтхед, «John Henry Days» |
| 2003 | Джеффри Евгенидис, «Средний пол» (англ. Middlesex) |
| 2003 | Финалисты: - Андре Баретт, «Servants of the Map: Stories» - Адам Хезлетт, «Ты здесь не чужой» (англ. You Are Not a Stranger Here) |
| 2004 | Эдвард Джонс, «The Known World» |
| 2004 | Финалисты: - Сьюзан Чой, «American Woman» - Марианна Виггинс, «Evidence of Things Unseen» |
| 2005 | Мерилин Робинсон, «Галаад» (англ. Gilead) |
| 2005 | Финалисты: - Ворд Джаст, «An Unfinished Season» - Ха Цзинь, «War Trash» |
| 2006 | Джеральдина Брукс, «March» |
| 2006 | Финалисты: - Ли Мартин, «The Bright Forever» - Эдгар Лоуренс Доктороу, «Марш» (англ. The March) |
| 2007 | Кормак Маккарти, «Дорога» (англ. The Road) |
| 2007 | Финалисты: - Элис Макдермотт, «After This» - Ричард Пауэрс, «The Echo Maker» |
| 2008 | Хунот Диас, «Короткая и удивительная жизнь Оскара Уао» (англ. The Brief Wondrous Life of Oscar Wao) |
| 2008 | Финалисты: - Лора Сегал, «Shakespeare’s Kitchen» - Денис Джонсон, «Дымовое дерево» (англ. Tree of Smoke) |
| 2009 | Элизабет Страут, «Оливия Киттеридж» (англ. Olive Kitteridge) |
| 2009 | Финалисты: - Кристин Шутт, «All Souls» - Луиза Эрдрич, «The Plague of Doves» |
| 2010 | Пол Хардинг, «Tinkers» |
| 2010 | Финалисты: - Даниял Муэнуддин, «In Other Rooms, Other Wonders» - Лидия Миллет, «Love in Infant Monkeys» |
| 2011 | Дженнифер Иган, «Время смеётся последним» (англ. A Visit from the Goon Squad) |
| 2011 | Финалисты: - Джонатан Ди, «The Privileges» - Чан-Рэй Ли, «The Surrendered» |
| 2012 | Премия не присуждалась |
| 2012 | Финалисты: - Денис Джонсон, «Сны поездов» (англ. Train Dreams) - Карен Рассел, «Свампландия!» (англ. Swamplandia!) - Дэвид Фостер Уоллес, «Бледный король'» (англ. The Pale King)                                                                    |
| 2013 | Адам Джонсон, «Сын повелителя сирот» (англ. The Orphan Master's Son) |
| 2013 | Финалисты: - Натан Ингландер, «О чём мы говорим, когда говорим об Анне Франк» (англ. What We Talk About When We Talk About Anne Frank) - Эовин Айви, «The Snow Child»                                                                                |
| 2014 | Донна Тартт, «Щегол» (англ. The Goldfinch) |
| 2014 | Финалисты: - Филипп Майер, «Сын» (англ. The Son) - Боб Шакочис, «The Woman Who Lost Her Soul» |
| 2015 | Энтони Дорр, «Весь невидимый нам свет» (англ. All the Light We Cannot See) |
| 2015 | Финалисты: - Ричард Форд, «Let Me Be Frank With You: A Frank Bascombe Book» - Лайла Лалами, «The Moor’s Account» - Джойс Кэрол Оутс, «Lovely, Dark, Deep»                                                                                            |
| 2016 | Вьет Тхань Нгуен, «Сочувствующий» (англ. The Sympathizer) |
| 2016 | Финалисты: - Келли Линк, «Вляпалась!» (англ. Get in Trouble: Stories) - Маргарет Вербл, «Maud’s Line» |
| 2017 | Колсон Уайтхед, «Подземная железная дорога» (англ. The Underground Railroad) |
| 2017 | Финалисты: - Адам Хезлетт, «Imagine Me Gone» - К. Э. Морган, «The Sport of Kings» |
| 2018 | Эндрю Шон Грир, «Лишь» (англ. Less) |
| 2018 | Финалисты: - Эрнан Диаз, «Вдали» (англ. In the Distance) - Элиф Батуман, «Идиот(ка)» (англ. The Idiot) |
| 2019 | Ричард Пауэрс, «Верхний ярус» (англ. The Overstory) |
| 2019 | Финалисты: - Ребекка Маккай, «Мы умели верить» - Томми Ориндж, «Там мы стали другими» (англ. There There) |
| 2020 | Колсон Уайтхед, «Мальчишки из "Никеля"» (англ. The Nickel Boys) |
| 2020 | Финалисты: - Бэн Лернер, «Школа Топика» (англ. The Topeka School) - Энн Пэтчетт, «Голландский дом» (англ. The Dutch House) |
| 2021 | Луиза Эрдрич, «Ночной сторож» (англ. The Night Watchman) |
| 2021 | Финалисты: - Дэниел Мейсон, «Журнал моего путешествия по Земле» (англ. A Registry of My Passage Upon the Earth by Daniel Mason) - Персиваль Эверетт, «Телефон» (англ. Telephone)                                                                     |
| 2022 | Джошуа Коэн, «Нетаньяху. Отчет о незначительном и в конечном счете даже неважном эпизоде из жизни очень известной семьи» (англ. The Netanyahus: An Account of a Minor and Ultimately Even Negligible Episode in the History of a Very Famous Family) |
| 2022 | Финалисты: - Франциско Голдман, «Monkey Boy» - Гэйл Джонс, «Palmares» |
| 2023 | Эрнан Диаз, «Доверие» (англ. Trust) и Барбара Кингсолвер, «Demon Copperhead» |
|      | Финалисты: - Ваухини Вара, «The Immortal King Rao» |
| 2024 | Джейн Энн Филлипс, «Ночной дозор» (англ. Night Watch) |
| 2024 | Финалисты: - Эд Парк, «Same Bed Different Dreams» - Ли Июнь, «Wednesday's Child» |
| 2025 | Персиваль Эверетт, «Джеймс» |
| 2025 | Финалисты: - Рита Бульвинкель, «Headshot: A Novel» - Стэйси Левин, «Mice 1961» - Гэйл Джонс, «The Unicorn Woman» |